# You Must Love Me
Singles de Madonna
Love Don't Live Here Anymore
(1996) Don't Cry for Me Argentina
(1997)
You Must Love Me est une ballade pop de l'artiste américaine Madonna, tirée de la bande originale Evita du film homonyme et éditée comme premier single de l'album en octobre 1996 par Warner Bros. Records. Écrite par Tim Rice et Andrew Lloyd Webber, la chanson est lauréate d'un Golden Globe et d'un Oscar de la meilleure chanson originale en 1997.

## Genèse et écriture
You Must Love Me est la seule chanson qui n'apparait pas dans la comédie musicale Evita. Il s'agit de la première collaboration entre Tim Rice et Andrew Lloyd Webber depuis leur comédie musicale Cricket pour le 60e anniversaire de la reine Élisabeth II en 1986. Écrite à la demande du réalisateur Alan Parker qui souhaitait remanier les dernières chansons du film, elle a été l'occasion pour Rice et Webber de concourir aux Oscars car seules les compositions inédites peuvent être soumises pour être désignées meilleure chanson originale.
La chanson a deux interprétations : d'un point de vue strictement littéral, elle raconte comment Eva Perón se rend compte que son mari Juan l'a toujours aimé et qu'il ne l'a pas considéré comme un simple pantin sur le plan politique. D'un point de vue plus général, la chanson représente Evita parlant au peuple argentin, notamment représenté par le personnage du Che interprété par Antonio Banderas.

## Interprétations sur scène
Madonna a interprété You Must Love Me à la 69e cérémonie des Oscars le 29 mars 1997 ainsi que pendant son Sticky & Sweet Tour en 2008 et 2009. La prestation à Buenos Aires a été incluse dans l'édition DVD de la tournée.